# Wada Tsunashirō

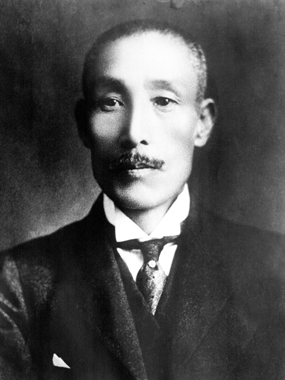
Wada Tsunashirō

Wada Tsunashirō (japanisch 和田 維四郎; geboren 21. April 1856 in der Provinz Wakasa (heute Präfektur Fukui); gestorben 20. Dezember 1920) war ein japanischer Geologe und Mineraloge.

## Leben und Wirken
Wada Tsunashirō machte seinen Studienabschluss in Mineralogie an der „Kaisei gakkō“ (開成学校), einer der Vorläufereinrichtungen der Universität Tokio. Mit der Gründung der Universität Tokio 1877 wurde er Assistent bei dem deutschen Geologen Edmund Naumann. Er schlug mit Naumann die Einrichtung eines Amtes für geologische Untersuchungen vor und wurde 1882 der erste Direktor des „Geological Service Office“ (地質調査所, Chishitsu schōsa-jo) der Regierung.
1882 wurde Wada auch der erster Direktor des „Bureau of Mines“ (鉱山局, Kōzan-kyoku), dann  des Yahata-Eisenwerks (八幡製鉄所, Yahata seitetsu-jo). Er leistete einen Beitrag zur Gesetzgebung, was das Betreiben von Bergwerken angeht.
1883 bildete Wada sich in Deutschland weiter. 1884 kehrte er nach Japan zurück und  wurde 1885 Professor an der Universität Tokio. 1891 gab Wada seine Professur auf, wurde Direktor des Bergbaubüros und Direktor des von der Regierung geführten Stahlwerks, des späteren „Yawata-Stahlwerks“. 1917 wurde Wada zum Mitglied des Oberhauses des Parlaments gewählt.
Wada interessierte sich schon früh für Mineralien, sammelte Mineralien und hinterließ eine erstklassige Sammlung. Diese Sammlung „Wada hyōhon“  (和田標本) befindet sich heute im Besitz von Mitsubishi Materials. Das 1993 in der Stadt Koriyama (Präfektur Fukushima) entdeckte chlorhaltige Calcium-Aluminium-Nesosilicat-Salz wird als „Wadalit“ bezeichnet.
Die Errungenschaften der Mineralogie wurden von Wada im „Nihon kōbutsu shi“ (日本鉱物誌) – „Studien zu japanischen Mineralien“ – zusammengestellt, das 1904 erschien.